# Friedbert Kind-Barkauskas
Friedbert Kind-Barkauskas (* 22. Juli 1940 in Potsdam) ist ein deutscher Architekt und Sachbuchautor.

## Bauten
Friedbert Kind-Barkauskas wurde 1977 mit einer Dissertation über „Automatische Klassifikation und Bewertung von Bausystemen, dargestellt an Beispielen aus dem Universitäts- und Hochschulbau“ an der Universität Stuttgart zum Dr.-Ing. promoviert.
Er betreibt ein Architekturbüro in Köln-Bayenthal und war u. a. Architekt der Kylltalbrücke, der mit 223 m Spannweite größten komplett aus Stahlbeton bzw. Spannbeton bestehenden Bogenbrücke Deutschlands.
Als beratender Architekt war Kind-Barkauskas am Hopfenbergtunnel, der Talbrücke Altenahr, einer von 1989 bis 1992 als Spannbetonbrücke erbauten Plattenbalkenbrücke der B 257 mit 318,35 m Länge, und der als Schrägseilbrücke mit Harfensystem erbauten Stahl-Stahlbeton-Verbundbrücke der BAB 30 über die Werre bei Bad Oeynhausen beteiligt.

## Publikationen (Auswahl)
- mit Gerhard Schwanhäusser: Thesaurus Hochschulforschung, Hochschulbau. Walter de Gruyter 1974, ISBN 978-3-7940-3215-0
- Bausysteme im Hochschulbau, Konkordanz. Forum-Verlag Stuttgart 1975, ISBN 978-3-8091-1019-4
- Automatische Klassifikation und Bewertung von Bausystemen, dargestellt an Beispielen aus dem Universitäts- und Hochschulbau. Dissertation Forum-Verlag 1977, ISBN 978-3-8091-1047-7
- mit Heinz-Otto Lamprecht, Ulrich Pickel: Betonoberflächen – Gestaltung und Herstellung. Expert-Verlag; 1984, ISBN 978-3-88508-912-4
- mit Jörg Brandt, Gerd Volker Heene: Fassaden. Konstruktion und Gestaltung mit Betonfertigteilen. Beton-Verlag, Düsseldorf 1988, ISBN 3-7640-0242-5.
- mit Michael Fehlauer: Gestaltung von Ingenieurbauwerken an Straßen: Brücken, Tunnel, Stützwände. Beton-Verlag 1990, ISBN 978-3-7640-0277-0
- Architektur im Wandel. Beton-Verlag 1998, ISBN 978-3-7640-0265-7
- mit Wolfgang Döring, Hans-Jürgen Meschke, Dieter Schwerm: Fassaden: Architektur und Konstruktion mit Betonfertigteilen. Verlag Bau + Technik 2000, ISBN 978-3-7640-0381-4
- Beton und Farbe. Deutsche Verlagsanstalt 2003, ISBN 978-3-421-03391-8
- mit Bruno Kauhsen, Stefan Polónyi, Jörg Brandt: Beton Atlas. Walter de Gruyter, 2. Auflage 2001, ISBN 978-3-95553-164-5.